# Epirinus striatus
Epirinus striatus là một loài bọ cánh cứng trong họ Bọ hung (Scarabaeidae).